# جامعة سالامون الدولية
جامعة سالامون الدولية مؤسسة تعليم عالي أوكرانية، (بالأوكرانية: Міжнаро́дний Соломо́нів університе́т) هي جامعة تقع في كييف عاصمة أوكرانيا. أُسِّسَت في سنة 1991